# Chappell Roan
Chappell Roan (właściwie Kayleigh Rose Amstutz, ur. 19 lutego 1998 w Willard (Missouri)) – amerykańska piosenkarka i autorka tekstów. 

## Życiorys
Chappell Roan urodziła się w chrześcijańskiej rodzinie o konserwatywnych poglądach, mieszkającej w przyczepie kempingowej. Miała troje rodzeństwa. Matka z zawodu była weterynarzem, a ojciec emerytowanym żołnierzem. W dzieciństwie lubiła występować przed publicznością, wygrywała konkursy talentów w szkole, uczyła się śpiewu i gry na pianinie. Następnie wzięła udział w przesłuchaniu do programu America's Got Talent i zaczęła publikować covery swoich ulubionych piosenkarzy na YouTube. W 2015, jako nastolatka, podpisała kontrakt z Atlantic Records. W związku z tworzeniem i podróżami do Los Angeles i Nowego Jorku, gdzie nagrywała, ukończyła szkołę średnią Willard High School rok przed terminem.
Jej pseudonim artystyczny to hołd oddany zmarłemu na raka dziadkowi Dennisowi Chappellowi i jego ulubionej piosence pt. The Strawberry Roan w wykonaniu Curleya Fletchera. Pierwszy utwór wydała w sierpniu 2017 a we wrześniu debiutancką EPkę pt. School  Nights z popowymi, melancholijnymi piosenkami. Następnie przeprowadziła się do Los Angeles. Tam poznała pisarza i producenta Dana Nigro, z którym napisała utwór Pink Pony Club, którego premiera miała miejsce na początku pandemii. Niezadowolona ze współpracy z wytwórnią, rozwiązała umowę. Nigro w 2022 zaprosił ją do wytwórni Island Records. Piosenka Pink Pony Club została zauważona na TikToku. W marcu 2022 niezależnie wydała Naked in Manhattan z teledyskiem nakręconym z przyjaciółmi. We wrześniu 2023 wyszła jej debiutancka płyta The Rise and Fall of a Midwest Princess. W kwietniu 2024 wydała singiel Good Luck, Babe! Piosenkarka, która występuje chętnie na letnich festiwalach muzycznych, swoje inspiracje czerpie z synth-popu lat 80. XX w. i z popowych przebojów początku XXI w. Jej największą inspiracją jest utwór Stay Rihanny. Porównuje się ją do Kate Bush i Lady Gagi. Zdobyła uznanie Eltona Johna i Adele, która podczas koncertu w Monachium, skierowała do niej słowa:

Rób co musisz, Jesteś fenomenalna.

## Życie prywatne
Identyfikuje się jako lesbijka. W 2020 zdiagnozowano u niej zaburzenie afektywne dwubiegunowe. 

## Albumy
- The Rise and Fall of a Midwest Princess, (wrzesień 2023)[4]